# Speocropia nigrofasciata
Speocropia nigrofasciata är en fjärilsart som beskrevs av Hans Zerny 1916. Speocropia nigrofasciata ingår i släktet Speocropia och familjen nattflyn. Inga underarter finns listade i Catalogue of Life.